# Alseodaphne siamensis
Alseodaphne siamensis är en lagerväxtart som beskrevs av Kostermans. Alseodaphne siamensis ingår i släktet Alseodaphne och familjen lagerväxter. Inga underarter finns listade i Catalogue of Life.